# Come On Over Baby (All I Want Is You)

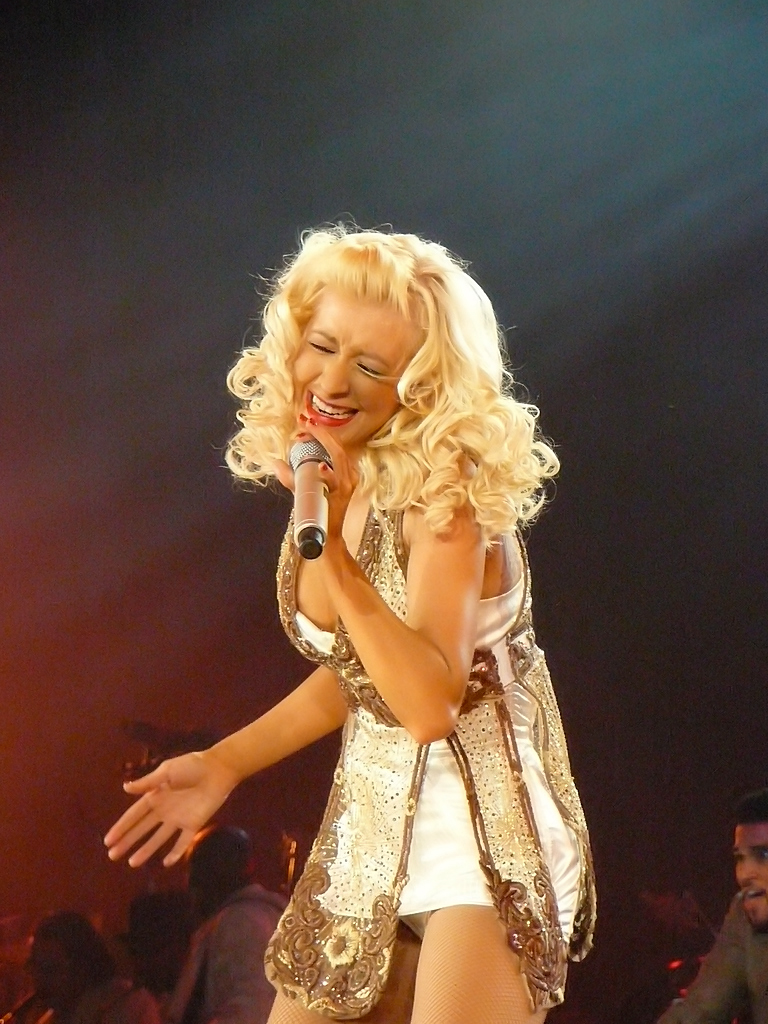
Christina Aguilera singt Come On Over Baby (All I Want Is You) während ihrer Back to Basics Tour.

Come On Over Baby (All I Want Is You) (zu deutsch: „Komm mal vorbei (alles was ich will bist du)“) ist ein Popsong der US-amerikanischen Sängerin Christina Aguilera. Er wurde von Aguilera, Paul Rein, Johan Aberg, Celebrity Status (C. Blackmon, R. Cham, E. Dawkins), Guy Roche, Shelly Peiken und Ron Fair für Aguileras Debütalbum Christina Aguilera 1999 geschrieben und durch Celebrity Status und Fair co-produziert.
Der Song handelt von Aguileras Freund (Come on over baby … cause all I want is you). Er wurde als vierte Single aus dem Album im Sommer 2000 veröffentlicht. Das Lied erreichte den 1. Platz in den Billboard Hot 100 und wurde somit Aguileras dritter Nummer-1-Hit in den USA.
In beiden Musikvideos – Come On Over Baby (All I Want Is You) und Ven Conmigo (Solamento Tú) – führte Paul Hunter Regie.

## Entstehung und Aufnahme
Wie What a Girl Wants, der zweiten Single des Albums, wurden eine Remix-Version und eine wiederveröffentlichte Version von Come On Over Baby (All I Want Is You) hergestellt und als eigene Single und als Originale Single vom Album veröffentlicht. Die Albumversion war nicht als Veröffentlichung gedacht. Als die Single von Paul Rein und Johan Aberg geschrieben und produziert worden war, hatten sie die erste Wahl, ob sie den Song veröffentlichen oder nicht. Aguilera und Ron Fair (ihr Mentor) waren nicht beeindruckt von der originalen Version, also produzierten Celebrity Status eine neue Version des Songs.
Als Celebrity Status und Ron Fair Come On Over Baby (All I Want Is You) die Albumversion produzierten, war der Song eher Pop-orientiert; außerdem hatte der Song Hip-Hop-Einflüsse (im Gegensatz zu der ursprünglichen Piano-Version) und einen neuen Text mit mehr sexuellem Inhalt sowie eine Bridge (die das Original nicht hatte) und einen Rap von Aguilera, ein neuer Dance-Pop orientierter Song, mit mehr Power von Aguilera. Der Song enthält neue Elemente von Guy Roche und Shelly Peiken. Aguilera fügte dem Song einen kontroversen sexuellen Rap-Text hinzu, der nicht auf der Album-Version enthalten ist:

“Don’t ya wanna be the one tonight? We can do exactly what you like. Don’t ya wanna be just you and me? We can do what comes naturally.”

Dieser Rap (im 2. Vers) wurde wie bei Genie in a Bottle zensiert. Im Radio wurde nur die originale Album-Version der Single gespielt, nicht die neue wiederveröffentlichte Single.

## Musikvideos
Das Video beginnt zunächst mit Freunden auf einem großen Bett, danach starten sie eine Tanz-Choreografie. Es folgen Choreografien vor grünem und goldenen Hintergrund. Zum Schluss tanzen die Tänzer auf einer großen roten Showtreppe, während ebenerdig einige Breakdancer Powermoves ausführen.
Der Musikvideo zu Ven Conmigo war fast das gleiche wie das der englischsprachigen Single. In Ven Conmigo trägt Aguilera ein dunkles Augen-Makeup. Ihr Lippenstift ist pink. In beiden Videos führte Paul Hunter Regie.

## Livedarbietungen und Single-Veröffentlichungen

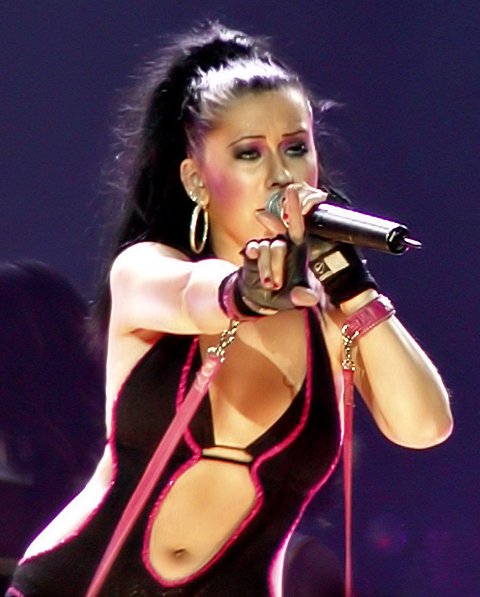
Christina Aguilera während ihrer Stripped Tour

Christina Aguilera sang Come On Over Baby (All I Want Is You) auf den MTV Video Music Awards 2000. Sie trat mit dem gleichen Outfit auf wie in ihren Musikvideo zu der Single und mit teilweise schwarz gefärbten Haaren.
Die Single wurde in Europa am 11. September 2000 und in den USA am 26. September 2000 veröffentlicht. Der Song war in vielen Formaten erhältlich, in Großbritannien sogar als Kassette. Auf den B-Seiten des jeweiligen Formats ist die Spanische Version Ven Conmigo enthalten.

## Kommerzieller Erfolg

### Chartplatzierungen
Come On Over Baby (All I Want Is You) wurde Aguileras dritter Nummer-eins-Hit in den USA. Die Single wurde in den USA mit Gold ausgezeichnet. Sie verbrachte 21 Wochen in den Billboard Hot 100 und landete auf dem 48. Platz der amerikanischen Jahrescharts. Die spanische Single Ven Conmigo wurde ein Nummer-1-Hit in den Latin Charts und in den Spanischen Charts.
Nach heftigen Kritiken von ihrer Plattenfirma RCA wurde die Single doch ein Hit, Platz 1 in den Billboard Hot 100 wurde nicht nur wegen der riesigen Verkaufszahlen und Airplay erreicht, sondern auch wegen der Beliebtheit des Musikvideos, das Platz eins in den TRL-Charts erreichen konnte. Allein wegen der Beliebtheit des Videos ist es bis heute Aguileras erfolgreichster Musikvideo. Außerdem wurde das Musikvideo bei MTV, TRL und VIVA mit Abstand am meisten abgespielt.
Come On Over Baby (All I Want Is You) erreichte die Top 10 in Großbritannien, Japan und Australien und die Top 20in Kanada, in ganz Europa war die Single nicht so erfolgreich mit Platzierungen in den Top 40. Für Aguilera wurde die Single trotzdem internationale Spitze mit Platz 1 in Irland, Platz 2 in Neuseeland, wo die Single 13 Wochen in den Charts blieb. In den USA erreichte die Single mit über 500.000 verkauften Einheiten Gold. In Australien wurde die Single mit Platin ausgezeichnet. Come on Over stand vier Wochen auf Platz 1 in den Billboard Hot 100 und blieb 20 Wochen in den australischen Charts.
Die spanische Version erreichte den 1. Platz in den Latin Charts und in den spanischen Charts. Come on Over ist außerdem auf Aguileras ersten Greatest-Hits-Album Keeps Gettin’ Better – A Decade of Hits enthalten.
| ChartsChartplatzierungen       | Höchstplatzierung | Wochen |
| ------------------------------ | ----------------- | ------ |
| Deutschland (GfK)              | 23 (11 Wo.)       | 11     |
| Österreich (Ö3)                | 35 (3 Wo.)        | 3      |
| Schweiz (IFPI)                 | 21 (21 Wo.)       | 21     |
| Vereinigte Staaten (Billboard) | 1 (21 Wo.)        | 21     |
| Vereinigtes Königreich (OCC)   | 8 (11 Wo.)        | 11     |

1 Ven Conmigo (Solamente Tú)

2 Ven Conmigo (Solamente Tú)/Come On Over Baby (All I Want Is You)

### Auszeichnungen für Musikverkäufe
Come On Over Baby (All I Want Is You) wurde weltweit mit 1× Silber, 2× Gold und 2× Platin ausgezeichnet. Damit verkaufte sich die Single laut Auszeichnungen über 1,3 Millionen Mal (inklusive Premium-Streaming).
| Land/Region                  | Auszeichnungen für Musikverkäufe (Land/Region, Auszeichnung, Verkäufe) | Verkäufe  |
| ---------------------------- | ---------------------------------------------------------------------- | --------- |
| Australien (ARIA)            | Platin                                                                 | 70.000    |
| Kanada (MC)                  | Gold                                                                   | 40.000    |
| Neuseeland (RMNZ)            | Gold                                                                   | 5.000     |
| Vereinigte Staaten (RIAA)    | Platin                                                                 | 1.000.000 |
| Vereinigtes Königreich (BPI) | Silber                                                                 | 200.000   |
| Insgesamt                    | 1× Silber · 2× Gold · 2× Platin ·                                      | 1.315.000 |

Hauptartikel: Christina Aguilera/Auszeichnungen für Musikverkäufe

## Credits
- Geschrieben von Celebrity Status
- Produziert von Ron Fair
- Gesang: Christina Aguilera
- Regie Musikvideo Paul Hunter.
- Originale Album-Version geschrieben von Johan Aberg